# Thézac (Charente-Maritime)
Pour les articles homonymes, voir Thézac.
Thézac est une commune du sud-ouest de la France, située dans le département de la Charente-Maritime (région Nouvelle-Aquitaine).
Ses habitants sont appelés les Thézacais et les Thézacaises.

## Géographie
La commune de Thézac se situe dans le sud-ouest du département de la Charente-Maritime, en région Nouvelle-Aquitaine, dans l'ancienne province de Saintonge. Appartenant au Midi atlantique, au cœur de l'arc atlantique, elle est partie intégrante du Grand Sud-Ouest français, et est parfois également incluse dans un Grand Ouest aux contours plus flous.
La commune de Thézac est arrosée par plusieurs cours d'eau, les principaux étant le Châtelard (dit aussi Ruisseau des Épeaux), qui vient se jeter dans la Seudre à hauteur du hameau des Châtelards, et l’Ombrail qui s'écoule paisiblement au creux de la Font-Chabrière.

### Axes de communication
La commune de Thézac est traversée par trois départementales : la D 127 et la D 138 qui traversent le bourg, et la D 131 à l'écart du bourg. La N 150 ne passe pas à Thézac mais elle traverse quelques communes voisine, donnant ainsi à Thézac un accès direct à la nationale qui relie Saintes à Saujon.

### Communes limitrophes
|                       | Pisany  | Varzay |
| Saint-Romain-de-Benet | Thézac  | Rétaud |
|                       | Meursac |        |

## Urbanisme

### Typologie
Au 1er janvier 2024, Thézac est catégorisée commune rurale à habitat très dispersé, selon la nouvelle grille communale de densité à 7 niveaux définie par l'Insee en 2022.
Elle est située hors unité urbaine et hors attraction des villes,.

### Occupation des sols
L'occupation des sols de la commune, telle qu'elle ressort de la base de données européenne d’occupation biophysique des sols Corine Land Cover (CLC), est marquée par l'importance des territoires agricoles (75,3 % en 2018), une proportion sensiblement équivalente à celle de 1990 (74,9 %). La répartition détaillée en 2018 est la suivante : 
terres arables (39,8 %), forêts (24,7 %), zones agricoles hétérogènes (17,9 %), cultures permanentes (17,4 %), prairies (0,2 %). L'évolution de l’occupation des sols de la commune et de ses infrastructures peut être observée sur les différentes représentations cartographiques du territoire : la carte de Cassini (XVIIIe siècle), la carte d'état-major (1820-1866) et les cartes ou photos aériennes de l'IGN pour la période actuelle (1950 à aujourd'hui).

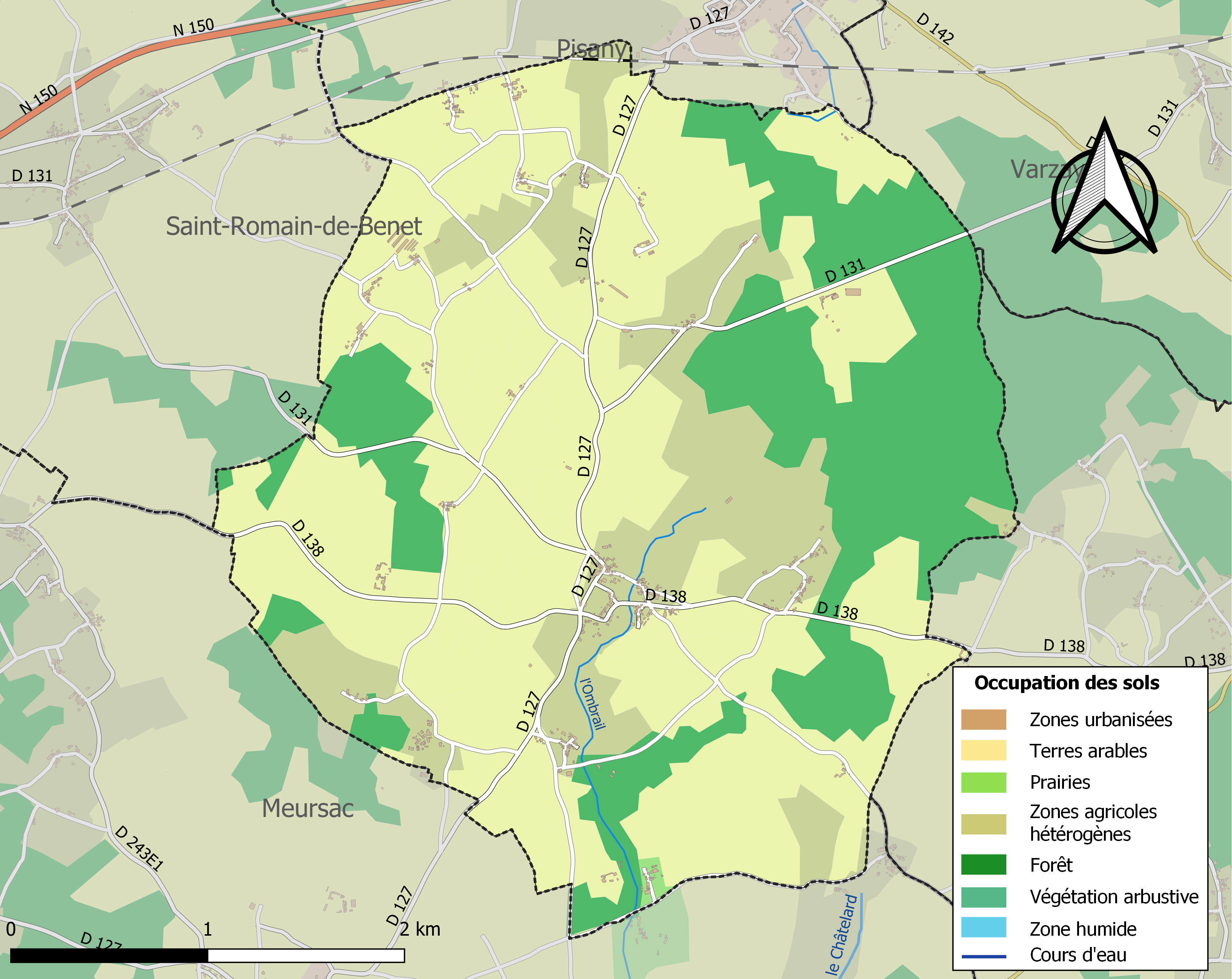
Carte des infrastructures et de l'occupation des sols de la commune en 2018 (CLC).

### Risques majeurs
Le territoire de la commune de Thézac est vulnérable à différents aléas naturels : météorologiques (tempête, orage, neige, grand froid, canicule ou sécheresse) et séisme (sismicité faible). Il est également exposé à un risque technologique,  le transport de matières dangereuses. Un site publié par le BRGM permet d'évaluer simplement et rapidement les risques d'un bien localisé soit par son adresse soit par le numéro de sa parcelle.

#### Risques naturels

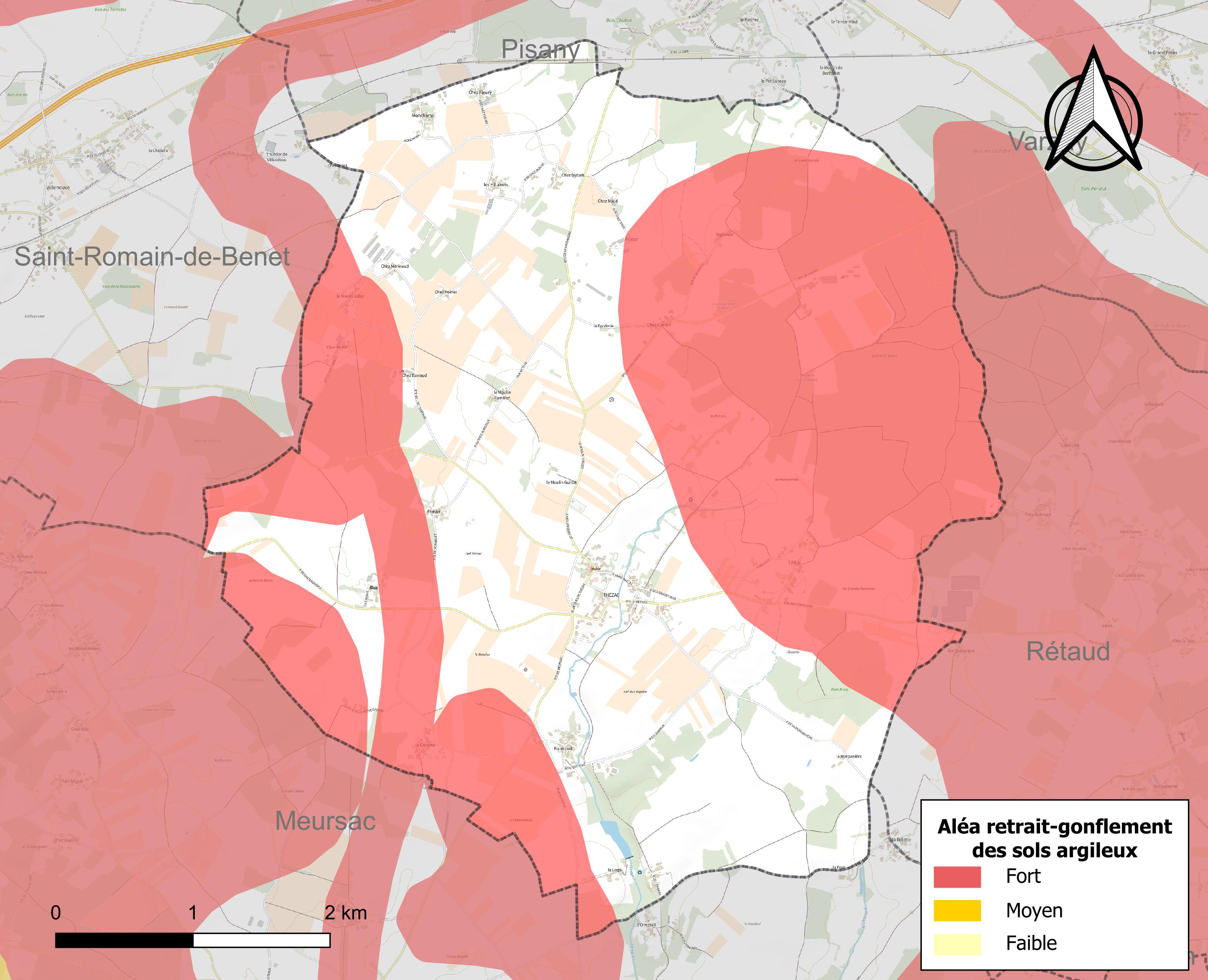
Carte des zones d'aléa retrait-gonflement des sols argileux de Thézac.

Le retrait-gonflement des sols argileux est susceptible d'engendrer des dommages importants aux bâtiments en cas d’alternance de périodes de sécheresse et de pluie. 47 % de la superficie communale est en aléa moyen ou fort (54,2 % au niveau départemental et 48,5 % au niveau national). Sur les 208 bâtiments dénombrés sur la commune en 2019,  66 sont en aléa moyen ou fort, soit 32 %, à comparer aux 57 % au niveau départemental et 54 % au niveau national. Une cartographie de l'exposition du territoire national au retrait gonflement des sols argileux est disponible sur le site du BRGM,.
Par ailleurs, afin de mieux appréhender le risque d’affaissement de terrain, l'inventaire national des cavités souterraines permet de localiser celles situées sur la commune.
La commune a été reconnue en état de catastrophe naturelle au titre des dommages causés par les inondations et coulées de boue survenues en 1982, 1983, 1999 et 2010. Concernant les mouvements de terrains, la commune a été reconnue en état de catastrophe naturelle au titre des dommages causés par la sécheresse en 1989 et par des mouvements de terrain en 1983, 1999 et 2010.

#### Risques technologiques
Le risque de transport de matières dangereuses sur la commune est lié à sa traversée par une ou des infrastructures routières ou ferroviaires importantes ou la présence d'une canalisation de transport d'hydrocarbures. Un accident se produisant sur de telles infrastructures est susceptible d’avoir des effets graves sur les biens, les personnes ou l'environnement, selon la nature du matériau transporté. Des dispositions d’urbanisme peuvent être préconisées en conséquence.

## Toponymie
Le nom de la commune viendrait de l'anthroponyme gallo-romain Titius, suivi du suffixe -acum.
On trouve, dans la commune les villages et lieux-dits suivants : Maine Odon, Chez Fleurit, Chez Cantin, les Hillairet, la Cabane, l'Alleu, Fontrouil, Monchamp.

## Administration

### Liste des maires

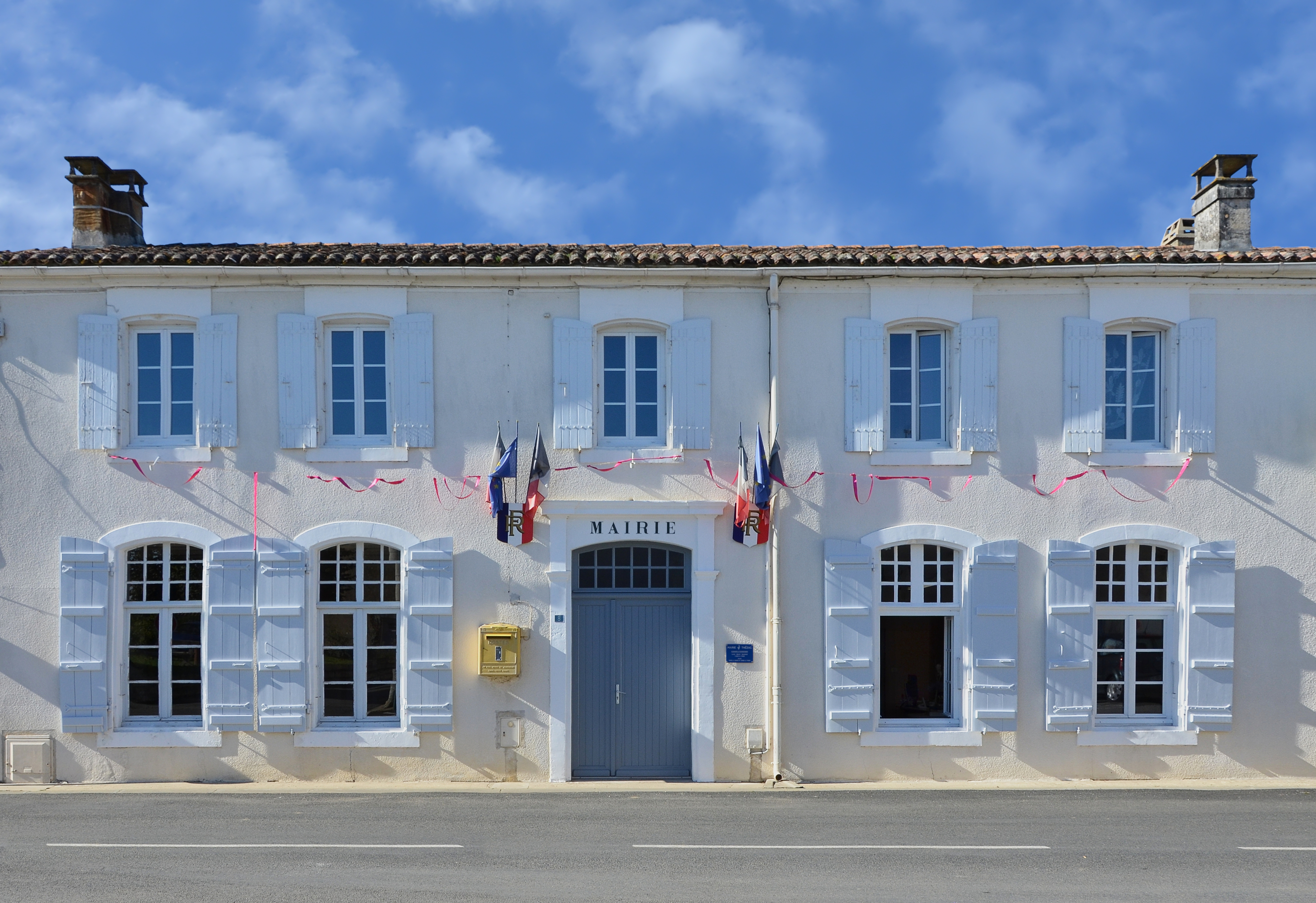
Façade de la mairie

| Période                                  | Période  | Identité          | Étiquette | Qualité      |
| ---------------------------------------- | -------- | ----------------- | --------- | ------------ |
| 1798                                     | 1864     | Henry Reddon      |           |              |
| 1995                                     | 2008     | Jean-Guy Bellet   | SE        |              |
| 2008                                     | En cours | Louisette Rolland | DVD       | Agricultrice |
| Les données manquantes sont à compléter. |          |                   |           |              |

### Région
À la suite de la réforme administrative de 2014 ramenant le nombre de régions de France métropolitaine de 22 à 13, la commune appartient depuis le 1er janvier 2016 à la région Nouvelle-Aquitaine, dont la capitale est Bordeaux. De 1972 au 31 décembre 2015, elle a appartenu à la région Poitou-Charentes, dont le chef-lieu était Poitiers.

### Intercommunalité
Depuis janvier 2013, la commune adhère à la Communauté de communes du canton de Gémozac et de la Saintonge Viticole.
Auparavant, elle faisait partie de la Communauté de communes des bassins Seudre-et-Arnoult dont le siège administratif était situé à Saint-Romain-de-Benet et qui a été dissoute en janvier 2013.

## Démographie

### Évolution démographique
L'évolution du nombre d'habitants est connue à travers les recensements de la population effectués dans la commune depuis 1793. Pour les communes de moins de 10 000 habitants, une enquête de recensement portant sur toute la population est réalisée tous les cinq ans, les populations de référence des années intermédiaires étant quant à elles estimées par interpolation ou extrapolation. Pour la commune, le premier recensement exhaustif entrant dans le cadre du nouveau dispositif a été réalisé en 2005.

En 2022, la commune comptait 332 habitants, en évolution de +1,84 % par rapport à 2016 (Charente-Maritime : +4,04 %, France hors Mayotte : +2,11 %).
| 1793 | 1800 | 1806 | 1821 | 1831 | 1836 | 1841 | 1846 | 1851 |
| ---- | ---- | ---- | ---- | ---- | ---- | ---- | ---- | ---- |
| 508  | 485  | 435  | 502  | 505  | 560  | 547  | 542  | 516  |

| 1856 | 1861 | 1866 | 1872 | 1876 | 1881 | 1886 | 1891 | 1896 |
| ---- | ---- | ---- | ---- | ---- | ---- | ---- | ---- | ---- |
| 536  | 532  | 513  | 517  | 512  | 530  | 502  | 484  | 450  |

| 1901 | 1906 | 1911 | 1921 | 1926 | 1931 | 1936 | 1946 | 1954 |
| ---- | ---- | ---- | ---- | ---- | ---- | ---- | ---- | ---- |
| 502  | 486  | 447  | 455  | 425  | 416  | 429  | 373  | 391  |

| 1962 | 1968 | 1975 | 1982 | 1990 | 1999 | 2005 | 2006 | 2010 |
| ---- | ---- | ---- | ---- | ---- | ---- | ---- | ---- | ---- |
| 360  | 350  | 321  | 295  | 302  | 304  | 332  | 333  | 316  |

| 2015 | 2020 | 2022 | - | - | - | - | - | - |
| ---- | ---- | ---- | - | - | - | - | - | - |
| 327  | 334  | 332  | - | - | - | - | - | - |

## Lieux et monuments

### Église Notre-Dame

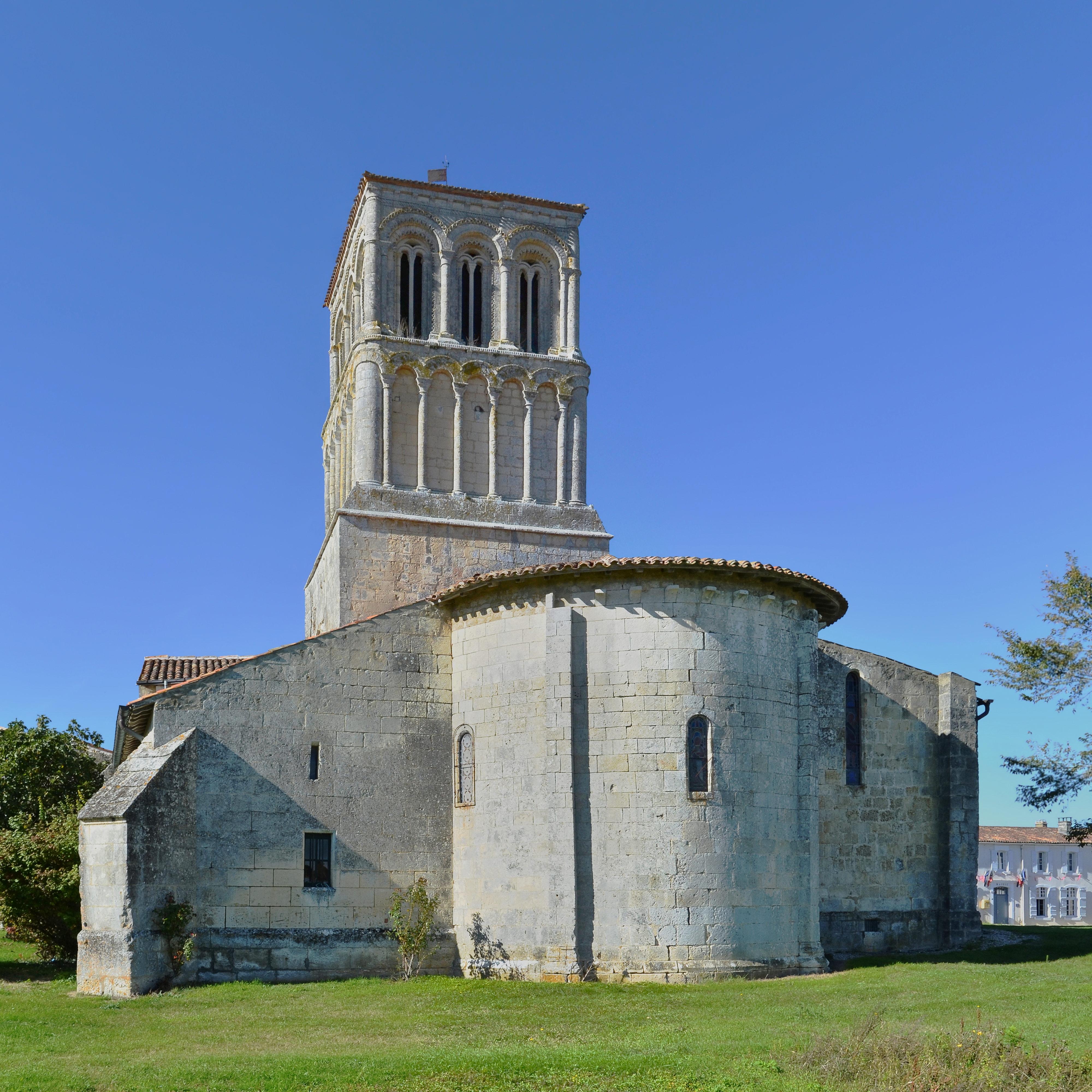
Le clocher et le chevet de l'église.

De la première église construite au XIIe siècle, il ne reste que le chevet, le transept, les chapelles gothiques et le clocher. La nef fut détruite lors des guerres de religion. Un escalier donne accès à la crypte. Le clocher de l'église est l'un des mieux conservés de la Saintonge romane. Édifice carré jusqu'à son sommet et couvert d'un toit plat. L'édifice a été classé monument historique le 11/01/1903.

#### La crypte

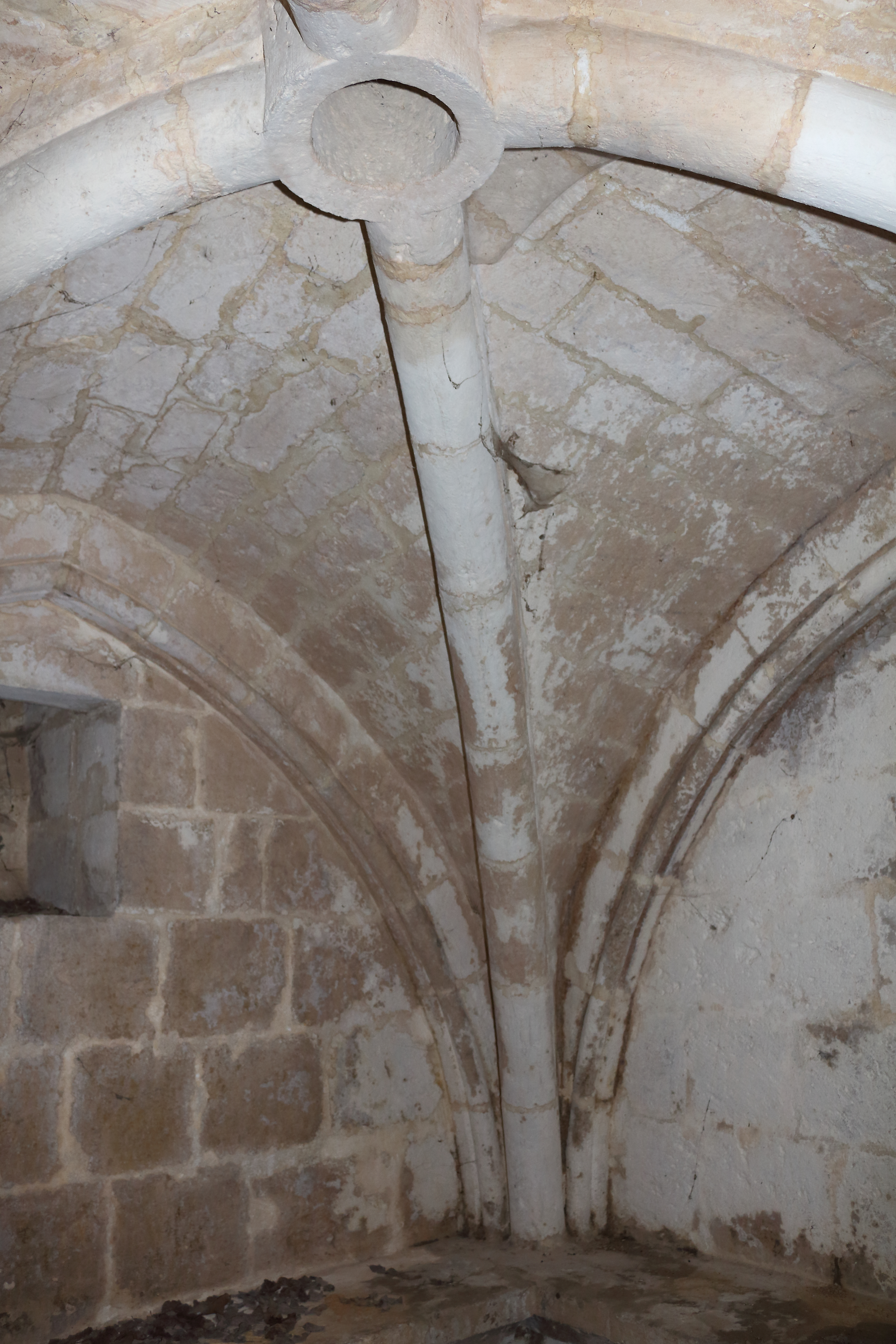
La crypte, sa banquette et sa croisée d'ogives

La crypte-ossuaire de l'église Notre-Dame est accessible par un petit escalier. Elle est recouverte d'une croisée d'ogives primitive. Une banquette de pierre fait le tour de la crypte à 50 centimètres environ du sol actuel.

## Personnalités liées à la commune
- Roman Opalka, peintre.
- Georges-André Morin, ingénieur forestier et auteur d'un livre d'histoire.